# Стів Борг
Стів Борг (англ. Steve Borg, нар. 15 травня 1988, Моста) — професіональний мальтійський футболіст, захисник клубу «Валетта» і національної збірної Мальти.
Виступав, зокрема, за клуби «Моста» та «Аріс», а також національну збірну Мальти.

## Клубна кар'єра
У дорослому футболі дебютував 2005 року виступами за команду клубу «Моста», в якій провів чотири сезони, взявши участь у 13 матчах чемпіонату. 
Своєю грою за цю команду привернув увагу представників тренерського штабу клубу «Валетта», до складу якого приєднався 2009 року. Відіграв за мальтійський клуб наступні шість сезонів своєї ігрової кар'єри, в яких забив 8 голів. Більшість часу, проведеного у складі «Валетти», був основним гравцем захисту команди.
Протягом 2015—2016 років захищав кольори кіпрського клубу «Аріс», до якого приєднався лише за 175 тисяч євро.
У 2016 вільним агентом повернувся до «Валетти». Станом на 6 квітня 2019 року відіграв за мальтійський клуб 69 матчів і забив 2 голи в національному чемпіонаті.

## Виступи за збірну
2011 року дебютував в офіційних матчах у складі національної збірної Мальти. Перший гол за збірну забив 26 березня 2019 року, в переможному матчі кваліфікації до ЧЄ-2020 проти збірної Фарерських островів (2:1).
| Дата       | Місто      | Господарі         | Результат | Гості             | Турнір                               | Голи | Примітки |
| ---------- | ---------- | ----------------- | --------- | ----------------- | ------------------------------------ | ---- | -------- |
| 7-10-2011  | Рига       | Латвія            | 2 – 0     | Мальта            | Відбір ЧЄ                            | -    |          |
| 11-10-2011 | Та-Калі    | Мальта            | 0 – 2     | Ізраїль           | Відбір ЧЄ                            | -    |          |
| 29-2-2012  | Та-Калі    | Мальта            | 2 – 1     | Ліхтенштейн       | товариський матч                     | -    | 46'      |
| 2-6-2012   | Люксембург | Люксембург        | 0 – 2     | Мальта            | товариський матч                     | -    | 46'      |
| 14-8-2012  | Серравалле | Сан-Марино        | 2 – 3     | Мальта            | товариський матч                     | -    | 62'      |
| 7-9-2012   | Та-Калі    | Мальта            | 0 – 1     | Вірменія          | Відбір ЧС                            | -    |          |
| 11-9-2012  | Модена     | Італія            | 2 – 0     | Мальта            | Відбір ЧС                            | -    |          |
| 12-10-2012 | Плзень     | Чехія             | 3 – 1     | Мальта            | Відбір ЧС                            | -    |          |
| 4-6-2014   | Лоле       | Гібралтар         | 1 – 0     | Мальта            | товариський матч                     | -    | 72'      |
| 4-9-2014   | Жиліна     | Словаччина        | 1 – 0     | Мальта            | товариський матч                     | -    | 66'      |
| 9-9-2014   | Загреб     | Хорватія          | 2 – 0     | Мальта            | Відбір до ЧЄ 2016                    | -    | 36'      |
| 25-3-2015  | Тбілісі    | Грузія            | 2 – 0     | Мальта            | товариський матч                     | -    | 43' 90'  |
| 28-3-2015  | Баку       | Азербайджан       | 2 – 0     | Мальта            | Відбір ЧЄ                            | -    |          |
| 3-9-2015   | Флоренція  | Італія            | 1 – 0     | Мальта            | Відбір ЧЄ                            | -    |          |
| 6-9-2015   | Та-Калі    | Мальта            | 2 – 2     | Азербайджан       | Відбір ЧЄ                            | -    |          |
| 10-10-2015 | Осло       | Норвегія          | 2 – 0     | Мальта            | Відбір ЧЄ                            | -    | 83'      |
| 13-10-2015 | Та-Калі    | Мальта            | 0 – 1     | Хорватія          | Відбір ЧЄ                            | -    |          |
| 11-11-2015 | Стамбул    | Йорданія          | 2 – 0     | Мальта            | товариський матч                     | -    |          |
| 24-3-2016  | Та-Калі    | Мальта            | 0 – 0     | Молдова           | товариський матч                     | -    | 56'      |
| 31-8-2016  | Пярну      | Естонія           | 1 – 1     | Мальта            | товариський матч                     | -    | 61'      |
| 4-9-2016   | Та-Калі    | Мальта            | 1 – 5     | Шотландія         | Відбір ЧС                            | -    |          |
| 8-10-2016  | Лондон     | Англія            | 2 – 0     | Мальта            | Відбір ЧС                            | -    | 55'      |
| 11-10-2016 | Вільнюс    | Литва             | 2 – 0     | Мальта            | Відбір ЧС                            | -    |          |
| 11-11-2016 | Та-Калі    | Мальта            | 0 – 1     | Словенія          | Відбір ЧС                            | -    | 68'      |
| 15-11-2016 | Та-Калі    | Мальта            | 0 – 2     | Ісландія          | товариський матч                     | -    |          |
| 6-6-2017   | Ґрац       | Мальта            | 1 – 0     | Україна           | товариський матч                     | -    | 90+3'    |
| 10-6-2017  | Любляна    | Словенія          | 2 – 0     | Мальта            | Відбір ЧС                            | -    | 89'      |
| 1-9-2017   | Та-Калі    | Мальта            | 0 – 4     | Англія            | Відбір ЧС                            | -    |          |
| 4-9-2017   | Глазго     | Шотландія         | 2 – 0     | Мальта            | Відбір ЧС                            | -    | 86'      |
| 5-10-2017  | Та-Калі    | Мальта            | 1 – 1     | Литва             | Відбір ЧС                            | -    |          |
| 8-10-2017  | Трнава     | Словаччина        | 3 – 0     | Мальта            | Відбір ЧС                            | -    |          |
| 12-11-2017 | Та-Калі    | Мальта            | 0 – 3     | Естонія           | товариський матч                     | -    | 61'      |
| 22-3-2018  | Та-Калі    | Мальта            | 0 – 1     | Люксембург        | товариський матч                     | -    |          |
| 26-3-2018  | Белек      | Фінляндія         | 5 – 0     | Мальта            | товариський матч                     | -    | 72'      |
| 29-5-2018  | Ваттенс    | Мальта            | 1 – 1     | Вірменія          | товариський матч                     | -    | 85'      |
| 1-6-2018   | Швац       | Мальта            | 0 – 1     | Грузія            | товариський матч                     | -    | 89'      |
| 7-9-2018   | Торсгавн   | Фарерські острови | 3 – 1     | Мальта            | Ліга націй УЄФА 2018-2019 - 1-й етап | -    | 53'      |
| 10-9-2018  | Та-Калі    | Мальта            | 1 – 1     | Азербайджан       | Ліга націй УЄФА 2018-2019 - 1-й етап | -    |          |
| 11-10-2018 | Приштина   | Косово            | 3 – 1     | Мальта            | Ліга націй УЄФА 2018-2019 - 1-й етап | -    |          |
| 14-10-2018 | Баку       | Азербайджан       | 1 – 1     | Мальта            | Ліга націй УЄФА 2018-2019 - 1-й етап | -    | 52'      |
| 20-11-2018 | Та-Калі    | Мальта            | 1 – 1     | Фарерські острови | Ліга націй УЄФА 2018-2019 - 1-й етап | -    |          |
| 23-3-2019  | Та-Калі    | Мальта            | 2 – 1     | Фарерські острови | Відбір ЧЄ                            | 1    | 61'      |
| 26-3-2019  | Та-Калі    | Мальта            | 0 – 2     | Іспанія           | Відбір ЧЄ                            | -    |          |
| Усього     |            | Матчів            | 43        |                   | Голів                                | 1    |          |

## Титули і досягнення
- Чемпіон Мальти (8):

«Валетта»: 2010-11, 2011-12, 2013-14, 2017-18, 2018-19
«Хамрун Спартанс»: 2022-23, 2023-24, 2024-25
- Володар Кубка Мальти (3):

«Валетта»: 2009-10, 2013-14, 2017-18
- Володар Суперкубка Мальти (8):

«Валетта»: 2010, 2011, 2012, 2016, 2018, 2019
«Хамрун Спартанс»: 2023, 2024